# Grundtjärnen (Glava socken, Värmland)
Grundtjärnen är en sjö i Arvika kommun i Värmland och ingår i Göta älvs huvudavrinningsområde.